# Tage Bjurfeldt
Tage Bjurfeldt (22 dicembre 1918 – ...) è stato un pentatleta svedese.

## Palmarès
In carriera ha conseguito i seguenti risultati:
- Mondiali:

Stoccolma 1949: oro nel pentathlon moderno individuale ed a squadre.